# Фаррухру Парса
Фаррухру Парса (21 березня 1922, Кум, Іран — 8 травня 1980, Тегеран
) — іранська політична діячка, лікар, педагог, міністр освіти і перша жінка-міністр Ірану.

## Життєпис
Народилася 1922 року в Кумі. Її мати, Фахре-Афаг Парса, була редакторкою першого іранського жіночого журналу «Джахан-є зен» («Світ жінки») і борчинею за право жінок на освіту. З цієї причини її 1921 року разом з чоловіком Фаррухдином Парсою було заслано під домашній арешт урядом Ахмеда Кавама в місто Кум, де й народилася Фаррухру Парса. Через деякий час новий прем'єр-міністр Хасан Мустафі дозволив родині повернутися до Тегерана.
Фаррухру Парса отримала медичну освіту, після чого влаштувалася вчителькою в Школу імені Жанни д'Арк, де вона викладала зокрема майбутній імператриці Ірану Фарах Дібе.
1963 року Парсу обрали до парламенту Ірану і майже одночасно вона почала писати петиції шаху Мохаммеду Резі Пахлаві з проханням надати іранським жінкам право голосу, що було зроблено того ж року після всенародного конституційного референдуму. 1965 року вона стала заступницею, а 1968 — міністеркою освіти Ірану. Під час Іранської революції Фаррухру Парса арештували і помістили у в'язницю. 8 травня 1980 року її розстріляли. У своєму останньому листі, адресованому її дітям, Парса писала:

Я — лікар, тому смерті я не боюся. Смерть — всього лише мить і не більше того. Я скоріше готова зустріти смерть з розпростертими обіймами, ніж жити в ганьбі, насильно прихованою покривалом. Я не підкорюся тим, хто чекає від мене каяття в моїй півстолітній боротьбі за рівність чоловіків і жінок. Я не готова носити чадру і зробити крок назад у минуле.
Оригінальний текст (англ.)
I am a doctor so I have no fear of death. Death is only a moment and no more. I am prepared to receive death with open arms rather than live in shame by being forced to be veiled. I am not going to bow to those who expect me to express regret for fifty years of my efforts for equality between men and women. I am not prepared to wear the chador and step back in history.

За іронією долі, активні діячі Іранської революції Мохаммад Бехешті, Мухаммед-Джавад Бахонар і Мохаммад-Алі Раджаї отримали освіту в іранських університетах за рахунок міністерства освіти, у період перебування Парса на посаді. Саме з її дозволу міністерство виділило засоби на відкриття Бехешті Ісламської школи в Гамбурзі і Бахонаром кількох духовних шкіл у Тегерані.

## Галерея

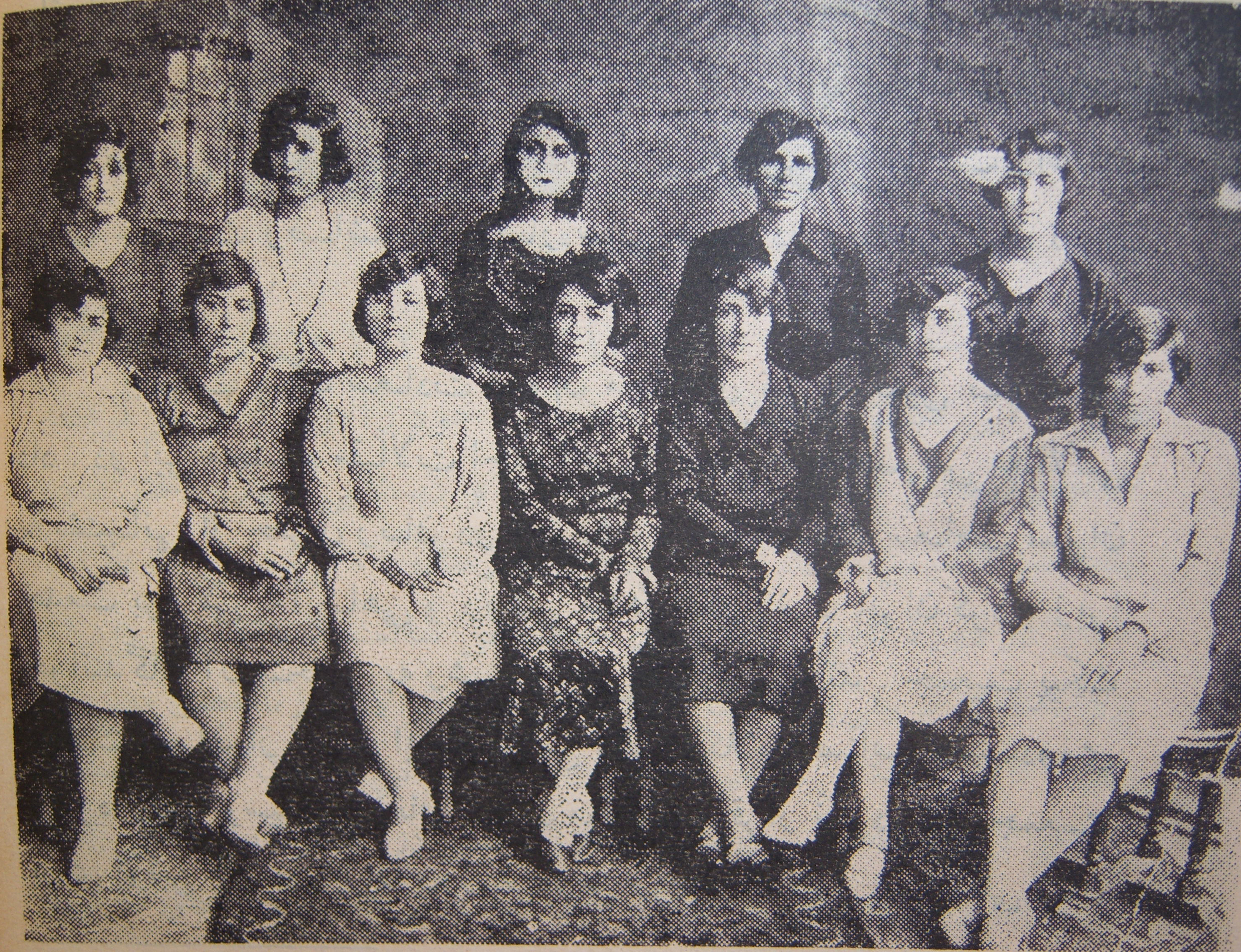
Члени Асоціації патріотичних жінок Ірану в 1930-ті роки. Крайня зліва сидить Фахре-Афаг Парса
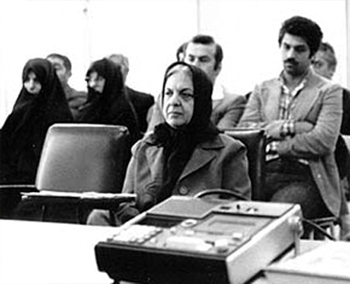
Фарруху Парса на суді 1979